# Vegaquemada
Vegaquemada ist eine Gemeinde mit 437 Einwohnern (Stand: 2024) im nordwestlichen Zentral-Spanien in der Provinz León in der Autonomen Gemeinschaft Kastilien-León. Vegaquemada besteht neben dem gleichnamigen Hauptort Vegaquemada aus den Ortsteilen Candanedo de Boñar, La Devesa de Boñar, Llamera, La Losilla y San Adrián, Lugán, La Mata de la Riba und Palazuelo de Boñar.

## Geografie
Vegaquemada liegt im Tal des Río Curueño etwa 70 Kilometer nordnordöstlich von León in einer Höhe von ca. 935 m.

## Bevölkerungsentwicklung
| Jahr        | 1900 | 1950 | 1970 | 1981 | 1991 | 2001 | 2011 | 2021 |
| ----------- | ---- | ---- | ---- | ---- | ---- | ---- | ---- | ---- |
| Einwohner   | 1726 | 2181 | 1186 | 815  | 661  | 509  | 464  | 426  |
| Quelle: INE |      |      |      |      |      |      |      |      |

## Sehenswürdigkeiten

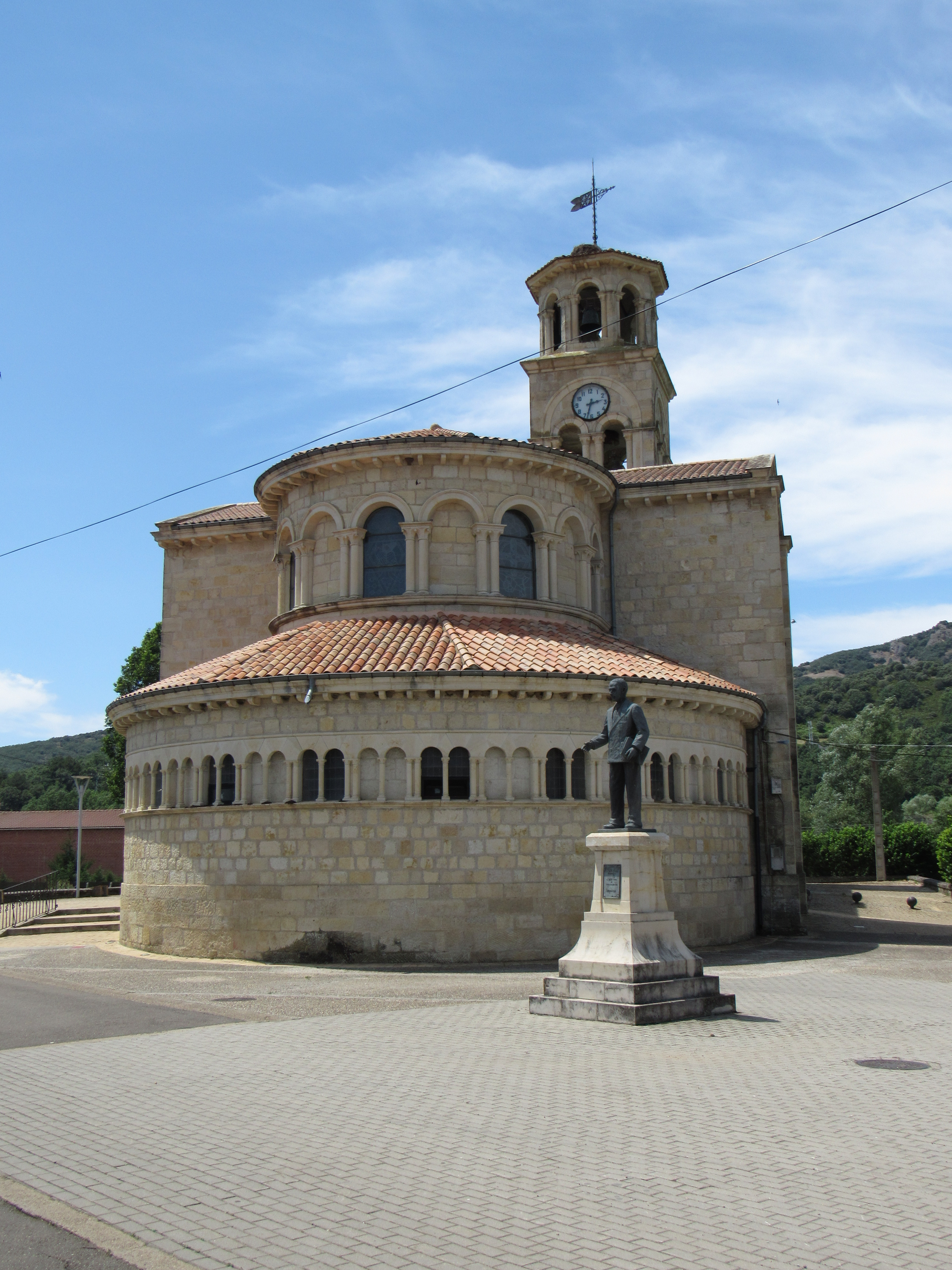
Kirche Mariä Himmelfahrt

- Kirche Mariä Himmelfahrt

## Persönlichkeiten
- Pablo Diez Fernández (1884–1972), Unternehmer, Gründer des Grupo-Modelo-Unternehmens (u. a. Corona-Bier)